# 4912 Emilhaury
4912 Emilhaury este un asteroid din centura principală, descoperit pe 11 noiembrie 1953.